# Stara Kuźnia (województwo opolskie)
Stara Kuźnia (dodatkowa nazwa w j. niem. Klein Althammer) – wieś w Polsce, położona w województwie opolskim, w powiecie kędzierzyńsko-kozielskim, w gminie Bierawa. Od 1950 r. miejscowość należy administracyjnie do województwa opolskiego.

## Nazwa
W alfabetycznym spisie miejscowości na terenie Śląska opracowanym przez Johanna Knie i wydanym w 1830 roku we Wrocławiu, miejscowość występuje pod obecnie stosowaną, polską nazwą Stara Kuźnia oraz nazwą niemiecką Klein Althammer we fragmencie: „Klein Althammer, polnisch Stara Kuźnia”. 1 czerwca 1948 r. ustalono polską nazwę miejscowości – Stara Kuźnia.

## Historia
Miejscowość istniała już na początku XIX wieku. Od połowy XIX w. jej właścicielem był książę August von Hohenlohe.
Od końca XVIII w. wieś posiadała własną pieczęć gminną, na której wizerunku przedstawiono trzy drzewa liściaste.
W 1885 r. w miejscowości mieszkały 554 osoby, w 1933 r. – 768 osób, a w 1939 – 731.
W 1910 roku 902 mieszkańców mówiło w języku polskim, 23 w językach polskim i niemieckim, natomiast 31 osób posługiwało się jedynie językiem niemieckim. W wyborach komunalnych w listopadzie 1919 roku nie wystawiono tu listy polskiej. Podczas plebiscytu w 1921 roku we wsi uprawnionych do głosowania było 338 mieszkańców (w tym 43 emigrantów). Za Polską głosowało 168 osób, natomiast za Niemcami 163 osoby. Podczas wybuchu III powstania śląskiego miejscowość była ważnym punktem oporu nieprzyjaciela podczas ataku w kierunku Kędzierzyna-Koźla. Był to dla nich ważny odcinek pod względem taktycznym. Stare Koźle zostało zajęte 7 maja przez pułk zabrski Pawła Cymsa.
W styczniu 1945 r. przez miejscowość przechodziła kolumna więźniów z obozów koncentracyjnych. 60 osób, które były zbyt wyczerpane by iść dalej, zostało wymordowanych przez niemieckich strażników z SS.

## Zabytki
Do wojewódzkiego rejestru zabytków wpisana jest leśniczówka, ul. Brzozowa 24, z drugiej ćwierci XIX wieku.
Inne zabytki:
- drewniana kapliczka z ażurową wieżyczką, barokowa, zbudowana w 1690 roku, jak twierdzą mieszkańcy; data na chorągiewce: 1882 rok,
- wieża obserwacyjna, murowana z XIX w. stodoła, stajnia łowczego obok leśniczówki,
- stanowisko archeologiczne – grodzisko, położone w odległości 200 m na zachód od leśniczówki.

## Komunikacja
W Starej Kuźni jest przystanek.

## Klęski żywiołowe: pożar lasów 1992
W sierpniu 1992 r. doszło do katastroficznego pożaru lasów w rejonie Kuźni Raciborskiej. Pożar objął powierzchnię ponad 90 km². W akcji gaszenia wzięło udział ponad 8,5 tys. ludzi. W bezpośrednim zagrożeniu znalazł się Kędzierzyn-Koźle i okoliczne zakłady chemiczne. W nadleśnictwie Kędzierzyn spłonęły 22 km² lasów.

## Galeria

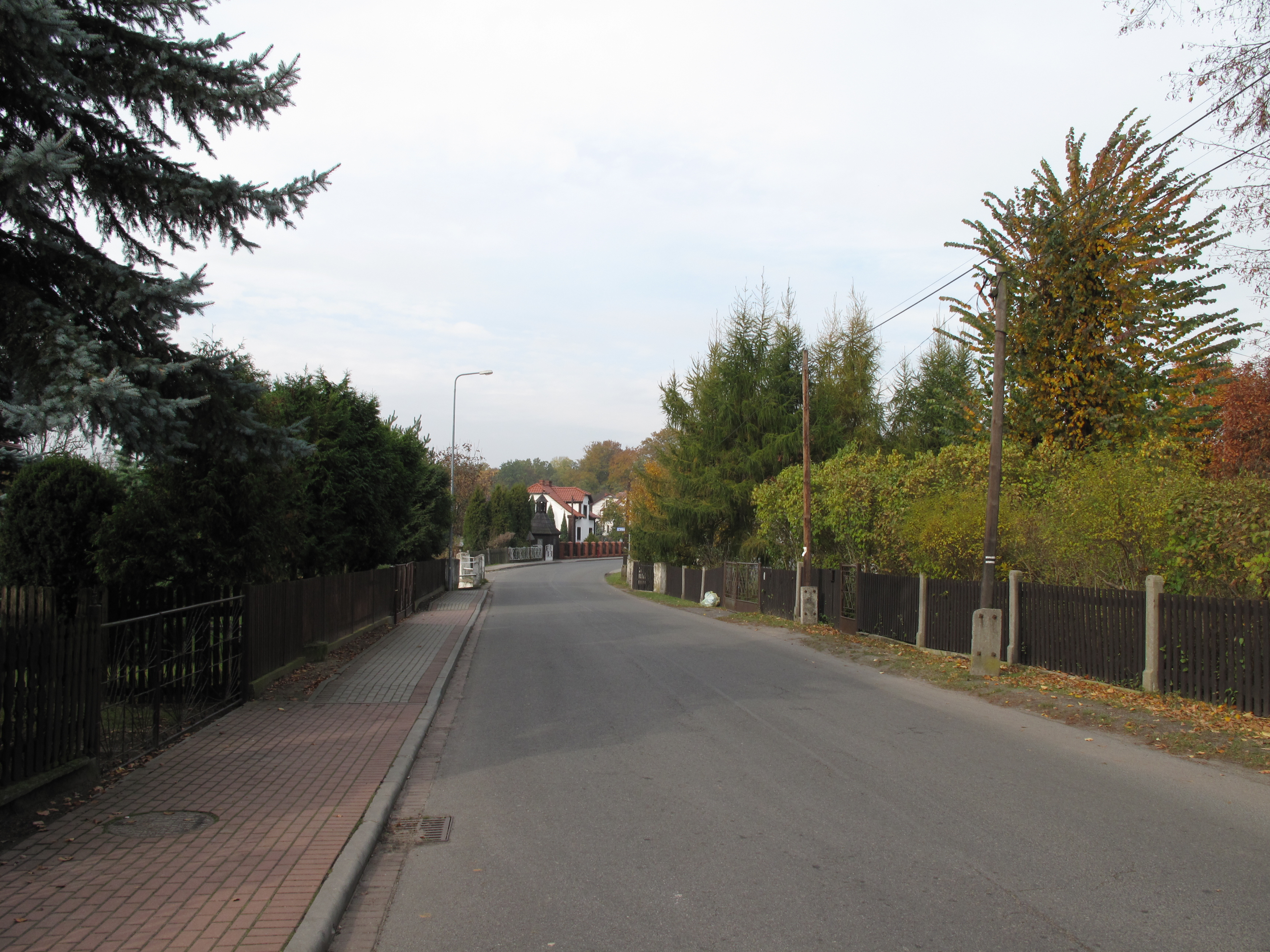
Ulica
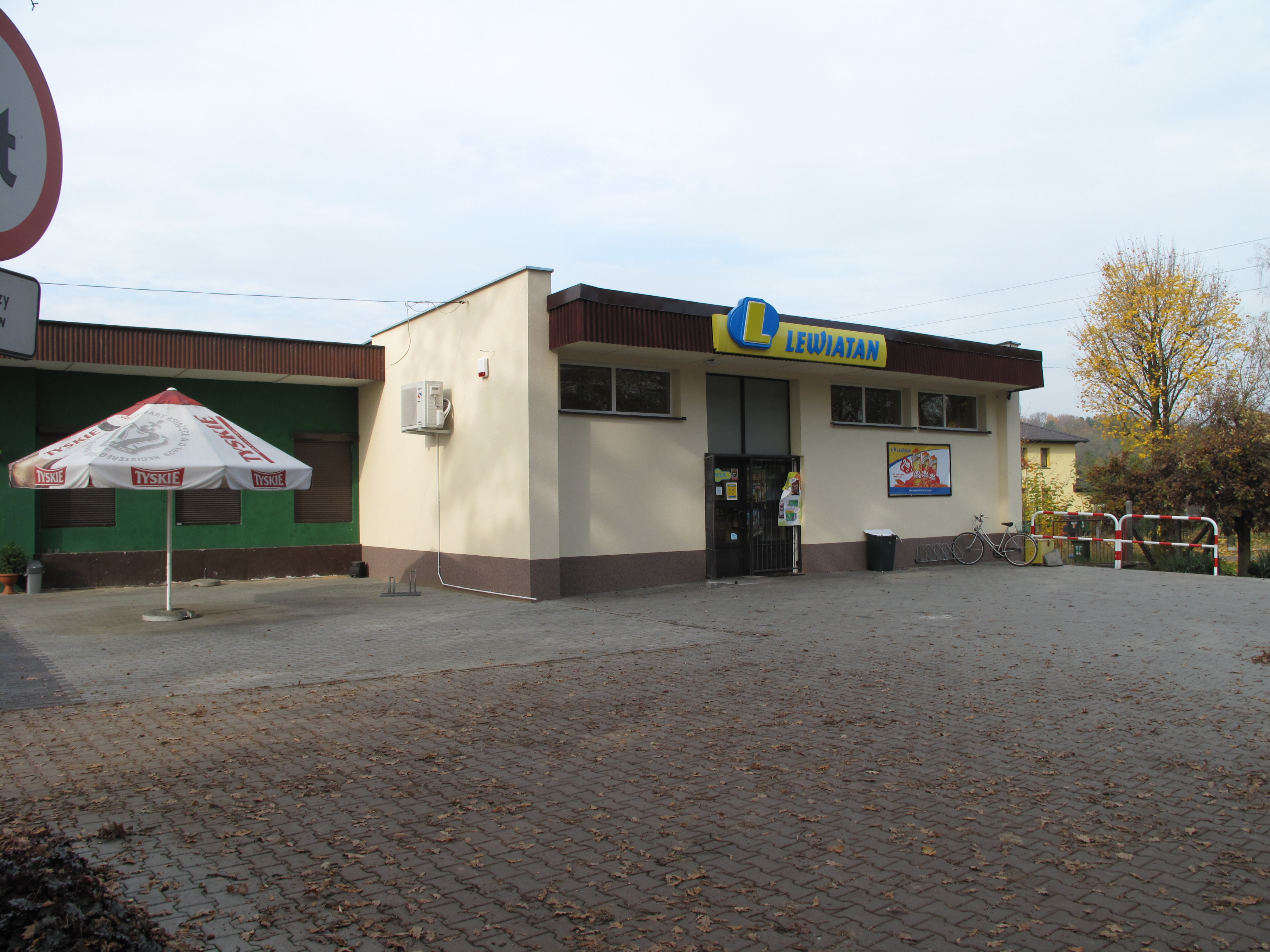
Sklep
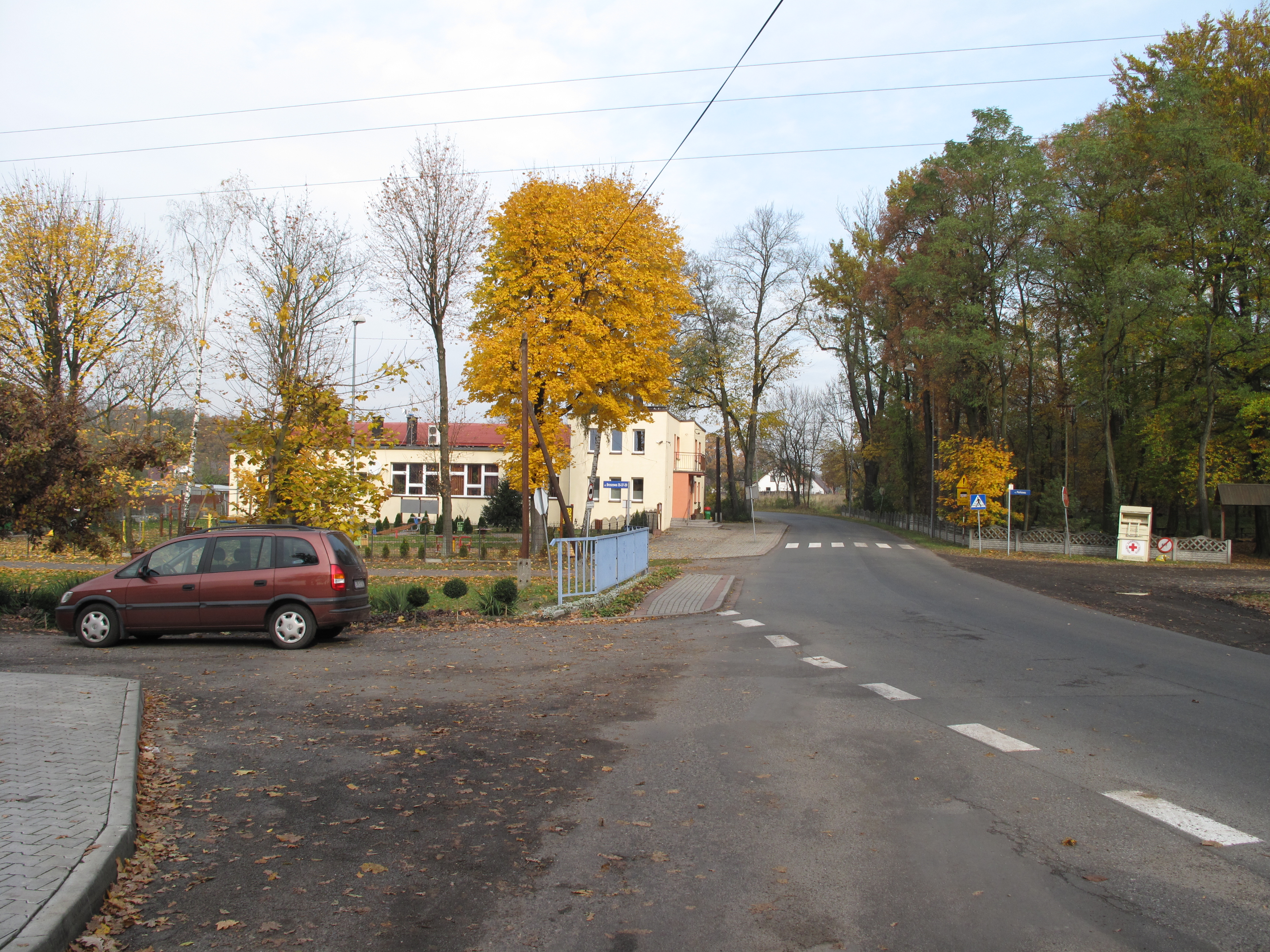
Droga